# 山崎清介
山崎 清介（やまさき せいすけ、1957年3月28日 - ）は日本の俳優、演出家。福岡県北九州市出身。
福岡大学の演劇部、青年座養成所を経て、1984年に劇団EDメタリックシアターを結成。
1991年からはグローブ座カンパニーに参加し、出口典雄、ペーター・ストルマーレ、ジェラード・マーフィー、ロベール・ルパージュなどの演出するシェイクスピア作品に出演。
1995年から始まった「子供のためのシェイクスピアシリーズ」に初回から参加し、第2回公演「十二夜」からは演出も担当する。
2008年からはチェーホフ作品の演出にも取り組む。
テレビでは、1987年から1993年までフジテレビの子供番組「ひらけ!ポンキッキ」にレギュラー出演した。

## 主な出演作品

### 舞台
- Then The Band Plays-ロンリーハート・カリスマバンドの叛乱-（1986年　ED企画　作：横内謙介　演出：久世龍之介）
- 千年の日時計　ストロマトライトの化石（1987年　ED企画　構成：菊地裕　演出：久世龍之介）
- Puフライドチキンの秘密（1988年　EDメタリックシアター　脚色：菊地裕　演出：久世龍之介）
- プレストメトロノーム−無音調律師とタキヨンの音叉（1988年　EDメタリックシアター　作：菊地裕　演出：久世龍之介）
- 結婚疲労宴（1989年　EDメタリックシアター　作：井上優　構成・演出：久世龍之介）
- メタルエッグ（1989年　EDメタリックシアター　作：菊地裕　演出：久世龍之介）
- Puフライドチキンの秘密 1990 スティール・ア・ウェイ。何かがそっと忍びよる。（1990年　EDメタリックシアター　脚色：菊地裕　演出：久世龍之介）
- THE オーディション（1990年　EDメタリックシアター　作・演出：久世龍之介）
- レグと過ごした甘い夜（1996年　加藤健一事務所　作：ケビン・エリオット　演出：星充）
- 雨（1996年　こまつ座　作：井上ひさし　演出：木村光一）
- ザ・フォーリナー（1997年　加藤健一事務所　作：ラリー・シュー　演出：久世龍之介）
- 千人のピエロ（1998年　加藤健一事務所　作：ハーブ・ガードナー　演出：久世龍之介）
- ホトトギス（1999年　グループる・ばる　作・演出：鐘下辰男）
- 雪やこんこん（1999年　こまつ座　作：井上ひさし　演出：鵜山仁）
- 昨日 今日 明日 〜ああ結婚〜（2001年　グループる・ばる　作：マスオメノス　演出：山崎清介）※演出のみ
- 世阿彌（2003年　新国立劇場　作：山崎正和　演出：栗山民也）
- コミュニケーションズ －現代劇作家たちによるコント集－
（2005年　新国立劇場　作：綾田俊樹、いとうせいこう、ケラリーノ・サンドロヴィッチ、杉浦久幸、高橋徹郎、竹内佑、鄭義信、土田英生、別役実、ふじきみつ彦、武藤真弓、筒井康隆　構成・演出：渡辺えり子）
- チェーホフ短編集 〜マイケル・フレイン翻案『くしゃみ』より〜（2008年　華のん企画　作：アントン・チェーホフ　演出：山崎清介）※演出のみ
- ワーニャ伯父さん（2009年　華のん企画　作：アントン・チェーホフ　演出：山崎清介）※演出のみ
- 南へ（2011年　NODA・MAP　作・演出：野田秀樹）
- シンベリン（2024年　イエローヘルメッツ　作：ウィリアム・シェイクスピア　演出：山崎清介）[1]

### テレビ
- ひらけ!ポンキッキ（やまちゃん）
- 示談交渉人甚内たま子裏ファイル
- 相棒season3 第13話（第12話）「警官殺し〜銃に残された赤い指紋」（2005年2月2日）- 木場警察署地域課地域係長・茶畑幸弘 役

### 映画
- 突入せよ! あさま山荘事件（山根長野県警警備部長）